# Drivsjön
Drivsjön är en sjö i Skara kommun i Västergötland och ingår i Göta älvs huvudavrinningsområde. Sjön har en area på 0,0203 kvadratkilometer och ligger 130 meter över havet. Drivsjön ligger i Höjentorp-Drottningkullen Natura 2000-område.

## Ekologi
Drivsjön får sitt vatten från Stakasjön. Vattnet i Stakasjön är mycket klart, men blir grumligt med ett siktdjup på 1,35 meter när det kommer in i Drivsjön. Vegetationen i Drivsjön består av bladmossa, gul näckros, bladvass, grovnate, igelknopp och bredkaveldun.

## Delavrinningsområde
Drivsjön ingår i det delavrinningsområde (648003-137551) som SMHI kallar för Utloppet av Eggbysjön. Avrinningsområdets medelhöjd är 170 meter över havet och ytan är 3,79 kvadratkilometer. Det finns inga delavrinningsområden uppströms utan avrinningsområdet är högsta punkten. Vattendraget som avvattnar avrinningsområdet har biflödesordning 5, vilket innebär att vattnet flödar genom totalt 5 vattendrag innan det når havet efter 266 kilometer. Delavrinningsområdet består mestadels av skog (31 procent), öppen mark (11 procent) och jordbruk (52 procent). Avrinningsområdet har 0,22 kvadratkilometer vattenytor vilket ger det en sjöprocent på 5,8 procent.